# 10375 Michiokuga
10375 Michiokuga (1996 HM1) là một tiểu hành tinh vành đai chính được phát hiện ngày 21 tháng 4 năm 1996 bởi Akimasa Nakamura ở Kuma Kogen.